# Казе Цанон (Падова)
Казе Цанон је насеље у Италији у округу Падова, региону Венето.
Према процени из 2011. у насељу је живело 31 становника. Насеље се налази на надморској висини од 5 м.